# شاطئ العبيد الهولندي
شاطئ العبيد الهولندي (لغة هولندية: Slavenkust) تشير إلى المراكز التجارية لشركة الهند الغربية الهولندية على Slave Coast، الذي يقع الآن في بنين، توغو ونيجيريا.